# كلاي درايتون
كلاي درايتون (بالإنجليزية: Clay Drayton)‏ هو منتج أسطوانات وملحن وموسيقي أمريكي، ولد في 4 أغسطس 1947.

## وصلات خارجية
- الموقع الرسمي